# System 3 (sistema operativo)
System 3, chiamato anche Mac System Software (0.7), è il terzo sistema operativo per computer Macintosh sviluppato dalla Apple Inc., in concomitanza con la presentazione del Macintosh Plus. È stato pubblicato nel gennaio del 1986. La principale caratteristica è il cambio da Macintosh File System a Hierarchical File System.
Nel febbraio dello stesso anno è stata pubblicata la versione 3.1, a giugno la 3.2, nel gennaio del 1987 la 3.3 e successivamente lo stesso anno anche la 3.4.

## Funzionalità
Sono stati apportati cambiamenti sostanziali in termini di grafica rispetto a System 2. Anche il Finder è stato migliorato, grazie anche all'aggiunta della cache del disco. Il nuovo sistema Hierarchical File System introdotto è molto più efficiente rispetto al precedente  Macintosh File System. Il vantaggio maggiore era dato dalla possibilità di creare delle sottocartelle.

## System 3.1 e 3.2
System 3.1 è stato pubblicato un mese dopo System 3.0, insieme al Finder 5.2. Conteneva svariati errori, anche critici, quindi gli utenti vennero scoraggiati ad aggiornare, fino all'uscita di System 3.2.
System 3.2 è stato pubblicato nel giugno del 1986, portando la correzione di svariati bug presenti nella versione precedente. Inoltre, i tasti della Calcolatrice sono stati ridisegnati.

## System 3.3 e 3.4
System 3.3 è stato pubblicato nel gennaio del 1987, in concomitanza con la pubblicazione di System 4 e portava principalmente la correzione di alcuni bug.
System 3.4 è stato pubblicato circa un anno dopo, a inizio 1988. L'unico scopo dell'aggiornamento era quello di portare AppleShare 2.0 anche su System 3.